# Myzomela sclateri
El mielero de Sclater (Myzomela sclateri) es una especie de ave paseriforme de la familia Meliphagidae endémica del archipiélago Bismarck.

## Distribución
El mielero de Sclater se encuentra únicamente en las islas del oeste del archipiélago Bismarck, perteneciente a Papúa Nueva Guinea. Su hábitat natural son los bosques húmedos tropicales.